# Sugar Bowl 2016
Match précédent Match suivant
Le Sugar Bowl 2016 est un match de football américain de niveau universitaire joué après la saison régulière de 2015, le 1er janvier 2016 à 19 h 40 (heure locale) au Mercedes-Benz Superdome de La Nouvelle-Orléans en Louisiane.
Il s'agit du 81e Sugar Bowl de l'histoire.
Le match a opposé les Rebels d'Ole Miss issus de la conférence SEC (classés #12 au C.F.P) aux Cowboys d'Oklahoma State issus de la conférence Big 12 (classés #16 au C.F.P).
Sponsorisé par la compagnie d'assurance Allstate, le match est officiellement dénommé  l'Allstate Sugar Bowl.
Rebels d'Ole Miss gagne le match sur le score de 48 à 20.

## Présentation du match
| Équipes                                                                                          | Conférences | Entraîneurs | Stats. saison rég. | Classements avant bowl AP-Coaches-CFP |
| ------------------------------------------------------------------------------------------------ | ----------- | ----------- | ------------------ | ------------------------------------- |
| Oklahoma State                                                                                   | Big 12      | Mike Gundy  | 10-2               | # 13-13-16                            |
| Mississippi                                                                                      | SEC         | Hugh Freeze | 9-3                | # 16-16-12                            |
| Arbitre : Jeff Flanagan (ACC) Équipe donnée favorite par les bookmakers : Ole Miss à 7½ contre 1 |             |             |                    |                                       |

Il s'agit de la 3e rencontre entre ces deux équipes. Elles s'étaient déjà rencontrées lors des Cotton Bowl Classic de 2004 et de 2010 gagnées par Ole Miss sur les scores respectifs de 21 à 7 et de 38 à 31.

### Oklahoma State
Avec un bilan global en saison régulière de 10 victoires et 2 défaites, Oklahoma State est éligible et accepte l'invitation pour participer au Sugar Bowl de 2016.
Ils terminent 2e de la Conférence Big 12 derrière Oklahoma, avec un bilan en division de 7 victoires et 2 défaites.
À l'issue de la saison régulière 2015 (bowl non compris), ils seront classés # 16 au classement CFP et # 13 aux classements AP et Coaches.
Il s'agit de leur 2e participation au Sugar Bowl après le Sugar Bowl 1946 gagné 33 à 13 contre l'Université St. Mary (CA).

### Mississippi
Avec un bilan global en saison régulière de 9 victoires et 3 défaites, Ole Miss est éligible et accepte l'invitation pour participer au Sugar Bowl de 2015.
Ils terminent 2e de la division West de la SEC derrière Alabama, avec un bilan en division de 6 victoires et 2 défaites.
À l'issue de la saison régulière 2015 (bowl non compris), ils seront classés # 12 au classement CFP et # 16 aux classements AP et Coaches.
Il s'agit de leur 9e participation au Sugar Bowl (5 victoires pour 3 défaites) leur dernière apparition datant du 1er janvier 1970, victoire 27 à 22 contre Arkansas.

## Résumé du match
Match joué en indoors.
| QT          | Temps       | Drive       | Drive       | Drive       | Équipe      | Description de l'action | Score | Score |
| QT          | Temps       | Jeux        | Yards       | TDP         | Équipe      | Description de l'action | OSU   | MISS  |
| ----------- | ----------- | ----------- | ----------- | ----------- | ----------- | --- | ----- | ----- |
| 1           | 4 min 52 s  | 7           | 29          | 3 min 1 s   | OSU         | FG de 26 yards par kicker Ben Grogan | 3     | 0     |
| 1           | 2 min 15 s  | 7           | 57          | 2 min 31 s  | MISS        | FG de 34 yards par kicker Gary Wunderlich | 3     | 3     |
| 1           | 0 min 20 s  | 3           | 58          | 0 min 39 s  | MISS        | TD de 31 yards par WR Cody Core à la suite d'une réception de passe de QB Chad Kelly + 1 point de conversion par kicker Gary Wunderlich        | 3     | 10    |
| 2           | 11 min 28 s | 6           | 51          | 2 min 1 s   | MISS        | TD de 34 yards par WR Laquon Treadwell à la suite d'une réception de passe de QB Chad Kelly + 1 point de conversion par kicker Gary Wunderlich | 3     | 17    |
| 2           | 6 min 58 s  | 5           | 85          | 1 min 36 s  | MISS        | TD de 10 yards par WR Laquon Treadwell à la suite d'une réception de passe de QB Chad Kelly + 1 point de conversion par kicker Gary Wunderlich | 3     | 24    |
| 2           | 3 min 39 s  | 8           | 55          | 2 min 4 s   | MISS        | FG de 38 yards par kicker Gary Wunderlich | 3     | 27    |
| 2           | 1 min 22 s  | 10          | 61          | 2 min 17 s  | OSU         | FG de 31 yards par kicker Ben Grogan | 6     | 27    |
| 2           | 0 min 0 s   | 8           | 74          | 1 min 22 s  | MISS        | TD à la suite d'une course de 2 yards par OT Laremy Tunsil + 1 point de conversion par kicker Gary Wunderlich                                  | 6     | 34    |
| 3           | 4 min 26 s  | 2           | 40          | 0 min 44 s  | MISS        | TD à la suite d'une course de 36 yards par RB Jordan Wilkins + 1 point de conversion par kicker Gary Wunderlich                                | 6     | 41    |
| 3           | 1 min 11 s  | 9           | 75          | 3 min 15 s  | OSU         | TD à la suite d'une course de 2 yards par QB J. W. Walsh + 1 point de conversion par kicker Ben Grogan                                         | 13    | 41    |
| 4           | 13 min 4 s  | 8           | 71          | 3 min 0 s   | MISS        | TD de 14 yards par WR Laquon Treadwell à la suite d'une réception de passe de QB Chad Kelly + 1 point de conversion par kicker Gary Wunderlich | 13    | 48    |
| 4           | 3 min 3 s   | 5           | 54          | 2 min 25 s  | OSU         | TD à la suite d'une course de 8 yards par QB J. W. Walsh + 1 point de conversion par kicker Ben Grogan                                         | 20    | 48    |
| Score final | Score final | Score final | Score final | Score final | Score final | Score final | 20    | 48    |

## Statistiques
| Statistiques par Équipes               | Statistiques par Équipes | Statistiques par Équipes |
| Statistiques                           | OSU                      | MISS                     |
| -------------------------------------- | ------------------------ | ------------------------ |
| 1er downs                              | 20                       | 28                       |
| Conversion de 3e Down                  | 6/16                     | 6/13                     |
| Conversion de 4e Down                  | 0/1                      | 0/0                      |
| Jeux–yards                             | 75 jeux pour 366 yards   | 72 jeux pour 554 yards   |
| Yards à la course                      | 63                       | 207                      |
| Yards à la passe                       | 303                      | 347                      |
| Passes : Réussies-Tentées-Interceptées | 27/45, 0 Int.            | 22/35, 1 Int.            |
| Réussite en zone rouge/chances         | 4/5                      | 5/6                      |
| TD                                     | 2                        | 6                        |
| Field Goals                            | 2/2                      | 2/3                      |
| Sacks (Nombre subis pas QB)            | 3 pour 26 yards perdus   | 2 pour 16 yards perdus   |
| Fumbles (Nombre/Perdus)                | 2/1                      | 1/0                      |
| Pénalités (Nombre/Yards perdus)        | 7 pour 77 yards perdus   | 5 pour 75 yards perdus   |
| Temps de possession                    | 31:53                    | 28:07                    |

| Meilleur Joueur (MVP) | Meilleur Joueur (MVP) | Meilleur Joueur (MVP) |
| --------------------- | --------------------- | --------------------- |
| Nom                   | Équipe                | Poste                 |
| Chad Kelly            | QB                    | Ole Miss              |

| Statistiques Individuelles | Statistiques Individuelles | Statistiques Individuelles                           |
| -------------------------- | -------------------------- | ---------------------------------------------------- |
| Quaterbacks                |                            |                                                      |
| OSU                        | Mason Rudolph              | 18/31 (58%), 179 yards, 0 TD, 0 Int. , 3 sacks subis |
| MISS                       | Kelly Chad                 | 21/33 (64%), 302 yards, 4 TDs, 1 Int., 2 sacks subis |
| Meilleurs Coureurs         |                            |                                                      |
| OSU                        | J.W. Walsh                 | 10 courses pour 74 yards, 2 TDs                      |
| MISS                       | Kelly Chad                 | 10 courses pour 73 yards, 0 TD                       |
| Meilleurs Receveurs        |                            |                                                      |
| OSU                        | Marcell Ateman             | 5 réceptions pour 70 yards, 0 TD                     |
| MISS                       | Evan Engram                | 6 réceptions pour 96 yards, 0 TD                     |
| Meilleurs Tackleurs        |                            |                                                      |
| OSU                        | Tre Flowers                | 7 tackles en solo et 2 assistes                      |
| MISS                       | Terry Caldwell             | 5 tackles en solo et 1 assiste                       |